# Квадратна пирамида
Квадратната пирамида е многостен, определян като вид пирамида, петостен и Джонсъново тяло. Той има 5 върха, 8 ръба и 5 стени (4 триъгълни и една квадратна). Пирамидата е себедуална. Формата ѝ е известна от Египетските пирамиди, най-прочутата от които е Хеопсовата.
Околната повърхнина S и обемът V на коя да е квадратна пирамида може да се пресметне чрез следните формули:
{\displaystyle S=a^{2}+a{\sqrt {a^{2}+(2h)^{2}}}}
{\displaystyle V={\frac {1}{3}}a^{2}h}
Където a е дължината на основата, а h – височината на пирамидата.

## Свързани многостени
- Тетраедър 
(триъгълна пирамида)
- Шестоъгълна пирамида

- Октаедър
(видян като дипирамида, се състои от две квадратни пирамиди, свързани за общата си основа.
- Квадратен фрустум
Квадратна пирамида с отсечен връх
- Четириделен хексаедър
Може да бъде получен от куб, надстроен с четири ниски квадратни пирамиди.